# Mi de l'Escaire
Mi de l'Escaire (μ Normae) és una estrella situada a la constel·lació d'Escaire, a una distància estimada de 4.240 anys llum, tot i que aquesta estimació té un marge d'error molt gran, de 1.540 anys llum. Brilla amb una magnitud aparent de 4,94.
Es tracta d'una estrella supergegant blava de tipus espectral B0Ia (O9.7 per altres autors) que sense els efectes de la pols interestel·lar apareixeria amb magnitud aparent de 4,01. La seva lluminositat és de 500.000 vegades la del Sol, la seva massa de 40 masses solars, i el seu diàmetre d'al voltant de 25 vegades el de la nostra estrella; si la distància a la qual s'hi troba és la més gran, la seva lluminositat és gairebé el doble, d'1 milió de vegades la solar, amb una massa d'al voltant de 60 masses solars, i si per contra és la menor, la seva lluminositat baixa a la meitat i la seva massa a 25 masses solars -sent en aquest cas no una supergegant blava sinó un estel que està abandonant la seqüència principal-.
Com nombroses estrelles massives, Mi de l'Escaire té un potent vent solar que li fa perdre massa a un ritme de 100 milions de vegades el del Sol, per la qual cosa en la seva vida pot haver perdut ja un 10% de la massa amb la qual va nàixer.
Si bé no s'ha trobat per ara cap companya per Mi de l'Escaire, aquesta estrella és el membre més brillant amb diferència del cúmul obert pobre NGC 6169, i es pensa també que pertany a la associació estel·lar Ara OB1, situada com el seu nom indica en la constel·lació de l'Altar.